# Ostbüren
Ostbüren ist ein Ortsteil der westfälischen Stadt Fröndenberg/Ruhr, Kreis Unna, mit fast 900 Einwohnern.

## Geographie

### Lage
Ostbüren liegt im Nordosten der Stadt. Die Bundesautobahn 44 durchquert den Norden des Ortsgebietes.

### Nachbargemeinden
Ostbüren grenzte im Jahr 1967 im Uhrzeigersinn im Nordwesten beginnend an die Gemeinden Lünern, Stockum, Siddinghausen, Bausenhagen, Frömern und Kessebüren (alle im Kreis Unna).

## Geschichte
Ostbüren gehörte im Spätmittelalter und der Frühen Neuzeit in eigener Bauerschaft (Oissebueren) im Amt Unna zur Grafschaft Mark. Laut dem Schatzbuch der Grafschaft Mark von 1486 hatten die 15 Steuerpflichtigen in der Bauerschaft zwischen 1 und 6 Goldgulden an Abgabe zu leisten. Größter Hofbesitzer war Herman Weelman mit 6 Goldgulden Abgabe. Im Jahr 1705 waren in der vergrößerten Bauerschaft Ostbürens 28 Steuerpflichtige mit Abgaben an die Rentei Hamm im Kataster verzeichnet.
Ab dem 19. Jahrhundert gehörte Ostbüren bei der Errichtung der Ämter in der preußischen Provinz Westfalen zum Amt Fröndenberg im Kreis Hamm. 1895 gab es in der Landgemeinde Ostbüren auf 644,6 ha Fläche, 5 Wohnplätze, 76 Wohnhäuser mit 82 Haushaltungen und 487 Einwohner. Anlässlich der Auskreisung der Stadt Hamm am 1. April 1901 wurde aus dem Kreis der Landkreis Hamm. Nach einer Gebietserweiterung im Jahr 1929 wurde dieser im Oktober 1930 in Kreis Unna umbenannt.
Am 1. Januar 1968 wurden Altendorf, Bausenhagen, Frohnhausen, Frömern, Langschede, Neimen, Ostbüren, Stentrop, Strickherdicke und Warmen nach Fröndenberg eingemeindet.

## Einwohnerentwicklung
| Jahr | Einwohner |
| ---- | --------- |
| 1849 | 480       |
| 1910 | 439       |
| 1931 | 450       |
| 1956 | 579       |
| 1961 | 596       |
| 1967 | 558       |
| 1987 | 606       |
| 2013 | 851       |

## Mülldeponie
In Ostbüren befinden sich das Kompostwerk für die Kompostierung des Bioabfalls, eine Umladeanlage, einer von sechs Wertstoffhöfen und eine Schadstoffannahmestelle des Kreises Unna. 

## Verkehr
In Ostbüren gibt es drei Kreisstraßen:
- Die K 23 führt im Westen nach Kessebüren und im Osten nach Bausenhagen und Bentrop.
- Die K 24 führt im Norden zur Bundesstraße 1 bei Stockum und im Süden über Hohenheide nach Fröndenberg.
- Die K 26 verbindet die Ostbürener mit Frömern.